# Winthemia manducae
Winthemia manducae là một loài ruồi trong họ Tachinidae.